# ساختمان‌های جابجاشونده
ساختمان‌های جابجاشونده (به انگلیسی: Relocatable buildings) ساختمان‌هایی هستند که قسمتی از آن‌ها یا به صورت کامل در یک تأسیسات ساختمان‌سازی با استفاده از یک فرایند ساختمان پیش ساخته، ایجاد گردیده‌اند. آن‌ها بدین منظور طراحی گردیده‌اند تا در موارد متعددی مورد استفاده قرار گرفته یا با اهداف مختلفی بکار گرفته شده و به مناطق مختلفی انتقال داده شوند. ساختمان‌های جابجاشونده می‌توانند انعطاف بسیار بیشتری را ارائه داده و بسیار سریعتر از ساختمان‌های سنتی می‌توان در آن‌ها ساکن شد. آن‌ها به ویژه در جایی که سرعت، نوسان موقت محیط و توانمندی برای نقل مکان ضروری هستند، حیاتی می‌باشند. این ساختمان‌ها از لحاظ هزینه مناسب بوده و رمز راه حل‌های سازگار برای بسیاری از بازارها هستند.

## مزایا
- بکارگیری سریع- به دلیل اینکه سازه ساختمان‌های جابجاشونده می‌توانند به صورت هم‌زمان همراه با کار میدانی انجام گیرند، پروژه‌ها می‌تواند ۳۰ تا ۵۰ درصد سریعتر از ساخت و ساز سنتی کامل گردند.
- کیفیت ساخت– ساختمان‌های پیش ساخته شده بدین منظور ساخته شده‌اند تا نسبت به ساختمان‌هایی که روی زمین ساخته می‌شوند از دستورالعمل‌ها و استاداردهای مشخص پیروی نموده یا به طرزی بهتر آن‌ها را برآورده ساخته و مصالح مشخص معماری – چوب، سیمان، و فولاد – بتوانند مورد استفاده قرار گیرند. به دلیل اینکه این ساختمان‌ها باید مسافت‌های زیادی با کامیون حمل شوند و سپس با یک جرثقیل بلنده شده و بر روی شالوده خود قرار گیرند، اساساً از نظر سازه‌ای باید بسیار محکم باشند. واحدهای پیش ساخته همچنین می‌توانند بر اساس مبحث زیبایی‌شناسی قسمت‌های خارجی یک ساختمان طراحی گردند و بر این اساس زمانی که این ساختمان‌ها مستقر می‌گردند با دیگر ساختمان‌های موجود در هماهنگی قرار گرفته و از آن‌ها قابل تمایز نخواهند بود.
- خدمات مکان‌های دور– با عطف توجه به این موضوع که ساختمان‌های جابجا شونده با ابزارهای کنترل شده در داخل کارخانه تولید شده‌اند، پیدا کردن یک نیروی کار ماهر در مناطق دور خودش یک مسئله می‌باشد. این ساختمان‌های جابجا شونده از گرمترین و خشک‌ترین مناطق تا سردترین مناطق همراه با شرایط آب هوایی بسیار سخت در زمستان، می‌توانند مورد استفاده قرار گیرند.
- زمان‌بندی استهلاکی در مدتی کوتاه‌تر– تفاوتی اولیه میان یک سازه از پیش ساخته دائم و ثابت با سازه‌های جابجا شونده این است که در بسیاری از موارد، ساختمان‌های جابجا شونده، به صورتی دائم در یک مکان قرار داده نمی‌شوند. این مطلب باعث می‌شود تا این ساختمان همانند یک وسیله یا ابزار شخصی در نظر گرفته شده و در مدت زمانی کوتاه‌تر، مستهلک گردد.

پایدار
- اصراف مصالح کمتر – ساختمان از پیش ساخته شده این امر را ممکن می‌سازد تا هم‌زمان با به حداقل رسانی اسراف زمینی، خرید مصالح ساخت و ساز را بهینه نموده و به خریدار کیفیت محصول بهتری را ارائه دهد. مصالح بزرگ به تأسیسات کارخانه‌ای منتقل می‌گردند یعنی در جایی که از خطر دزدیده شدن و در معرض شرایط محیطی محل کار قرار گرفتن، دور هستند.

بر اساس نظر گروه وراپ که در انگلستان قرار دارد، کاهشی ۹۰ درصدی در مصالح می‌توانند از طریق استفاده از ساختمان‌های پیش ساخته، بدست آیند. به حداقل رسانی مصاحل شامل این موارد هستند: چوب، پالت، مقوای نازک، گچ تخته، الوار، بتن، آجر، و سیمان.
- اختلال زمینی کمتر– سازه از پیش ساخته شده، هم‌زمان با شالوده و دیگر کارهای زمینی، بدور از محل ساخته می‌شود و بر این اساس زمان ساخت و ساز و فشار محیطی را کاهش داده و همچنین تعداد وسایل و تجهیزات مورد نیاز در محل را کاهش می‌دهد.
- انعطاف و قابلیت استفاده مجدد بیشتر– زمانی که نیازها تغییر یابند، ساختمان‌های پیش ساخته شده می‌توانند از هم باز شده و به جایی دیگر انتقال داده شده یا برای استفاده بعدی شان مرمت گردند و بر این اساس تقاضا برای مواد خام را کاهش داده و میزان انرژی صرف شده برای ایجاد یک ساختمان به منظور برآوردن نیازی جدید، را به حداقل رسانند. در واقع کلِ ساختمان می‌تواند در برخی از موارد مورد بازیافت قرار گیرد.
- کیفیت هوای بهبود یافته– بسیاری از مسائل مربوط به کیفیت هوا داخل ساختمان که در ساخت و ساز جدید مورد شناسایی قرار گرفته‌اند از سطوح بالای رطوبت در مصالح قالب نشات می‌گیرند. به دلیل اینکه سازه از پیش ساخته شده اساساً در یک تأسیسات کارخانه‌ای با استفاده از مصالح خشک تولید می‌گردد، امکان اینکه سطوح بالای رطوبت در سازه جدید گیر بیفتد، وجود نخواهد داشت.

ساختمان‌های از پیش ساخته شده همچنین از استانداردهای پیشرو در طراحی محیطی و انرژی در هر سازه‌ای پیروی کرده و حتی می‌تواند در حوزه‌هایی مانند زمین‌های پایدار، انرژی و فضا، مصالح و منابع، و کیفیت محیط درونی، دارای مزیت‌هایی باشد. < ساختمان از پیش ساخته شده همچنین می‌تواند معیارهایی مشابه در زمینه دستورالعمل ساخت و ساز بین‌المللی سبز را نیز برآورده سازد.

### بازارهای کلیدی
ساختمان‌های از پیش ساخته شده جابجاشونده در هر جایی که یک ساختمان جابجاشونده بتواند نیاز به سرعت موقت را برآورده سازد، مورد استفاده قرار می‌گیرد. بازارهای اصلی ای که مورد استفاده قرار میگیردند عبارتند از: آموزشی، دفاتر مدیریتی، محیط‌های خرده فروشی، مربوط به ایمنی و بهداشت و دفاتر درون کارخانه، حوزه امنیت، مراکز ارتباطات از راه دور / اطلاعات / تجهیزات، و موارد فوری مربوط خانه سازی در مناطق فاجعه زده.